# Gare de Forbach
Gare de Forbach – stacja kolejowa w Forbach, w regionie Grand Est, we Francji. Znajdują się tu 2 perony.